# Pedro Abarca
Pedro Abarca (* 16. Juli 1619 in Jaca, Provinz Huesca, Aragonien; † 23. August 1697 in Salamanca) war ein spanischer Theologe und Historiker.
Abarca wurde 1641 Jesuit und lehrte 25 Jahre lang Theologie an der Universität Salamanca. Er verfasste auf Latein mehrere theologische Werke, so einen Tractatus teologici de Scientia Dei, ferner De Concordia, De Incarnatione, De Perfectionibus Christi u. a.
Außerdem trat Abarca als Autor historischer Schriften hervor, vor allem mit seinem auf Spanisch geschriebenen Werk Los Reyes de Aragón en anales históricos (2 Bde., Madrid 1682 und Salamanca 1684), das die Geschichte Aragons von der Zeit der maurischen Invasion bis zum Ende der Regierung Ferdinands des Katholischen behandelt. Der oberste Rat Aragons steuerte aus den königlichen Einkünften 200 Dukaten für die Druckkosten dieses Werks bei. Es ist größtenteils eine Kurzfassung der Annalen von Zurita, die genau den gleichen Zeitraum behandeln; aber wo es dem Autor notwendig schien, fügte er auch eigene Ausführungen ein. Von Seiten spanischer Rezensenten erntete es viel Lob. Im Vorwort zum ersten Band charakterisiert Diego de la Cueva y Aldana, Bischof von Valladolid, Zurita als den Herodot Aragons und Abarca als dessen Thukydides.
Weitere historische Arbeiten Abarcas in spanischer Sprache sind eine Abhandlung über die Abstammung von Alonso de Solis, eine Schrift über die ersten Könige Pamplonas sowie ein Diskurs über die Geschichte der Erlöserkirche und Basílica del Pilar in Saragossa.